# 2022年颶風丹尼爾
颶風丹尼爾（英語：Hurricane Danielle）是2022年大西洋颶風季第4個獲得命名的熱帶氣旋，同時也是2022—2023年歐洲風暴季的首場歐洲風暴。丹尼爾的出現，意味著該洋區風季沉寂兩個月以來再度活躍。丹尼爾以熱帶氣旋的姿態幾乎橫越整座北大西洋，最終轉性為溫帶氣旋，隨後在葡萄牙海岸消散，亞速群島及葡萄牙本土皆受到此氣旋造成的暴雨影響，具體損失並未有官方統計數字。

## 氣象歷史
一個低壓區在8月31日時，於亞熱帶大西洋中部上空生成，直至協調世界時9月1日上午6時，該熱帶擾動在紐芬蘭雷斯角東南方1150公里的海面上增強為熱帶性低氣壓並給予編號05L，並在6小時後迅速稱強為熱帶風暴同時被命名為丹尼爾（Danielle）。受惠於異常溫暖的海溫及輕微的垂直風切變，使得其於世界協調時9月2日12時在亞速群島的弗洛勒斯島以西約1095公里的海面上增強為颶風。在當天稍晚，丹尼爾受到阻塞高氣壓的影響，丹尼爾移速減慢甚至近乎滯留，並因為海溫降低導致強度減弱為熱帶風暴。
隨後，丹尼爾為了掠過冷鋒，並加速向西移動，在經過風切較低且溫暖的海域後，再次增強為一股颶風，並於世界協調時9月4日18時在弗洛勒斯島以西約1220公里的海面上達到最大持續風速每小時140公里的巔峰強度。丹尼爾在接下來的幾天往東北移動且逐漸減弱，幾乎無法維持颶風強度，直至9月7日稍微反彈到最低氣壓972百帕的強度。當天晚些時候，深層風切增強導致丹尼爾於世界協調時9月8日6時減弱為熱帶風暴，並於6小時後在在弗洛勒斯島以北約870公里的海面上轉變為溫帶氣旋，自此至9月10日這段期間在公海上空逆時針旋轉，並在加拿大大西洋省份以東的深低壓的交互作用下，使其向東與東南移動並持續減弱，同時在葡萄牙和西班牙西北部海岸形成一系列緩慢的環流，最終在9月15日在葡萄牙里斯本西北方約185公里的海面上消散。

## 影響

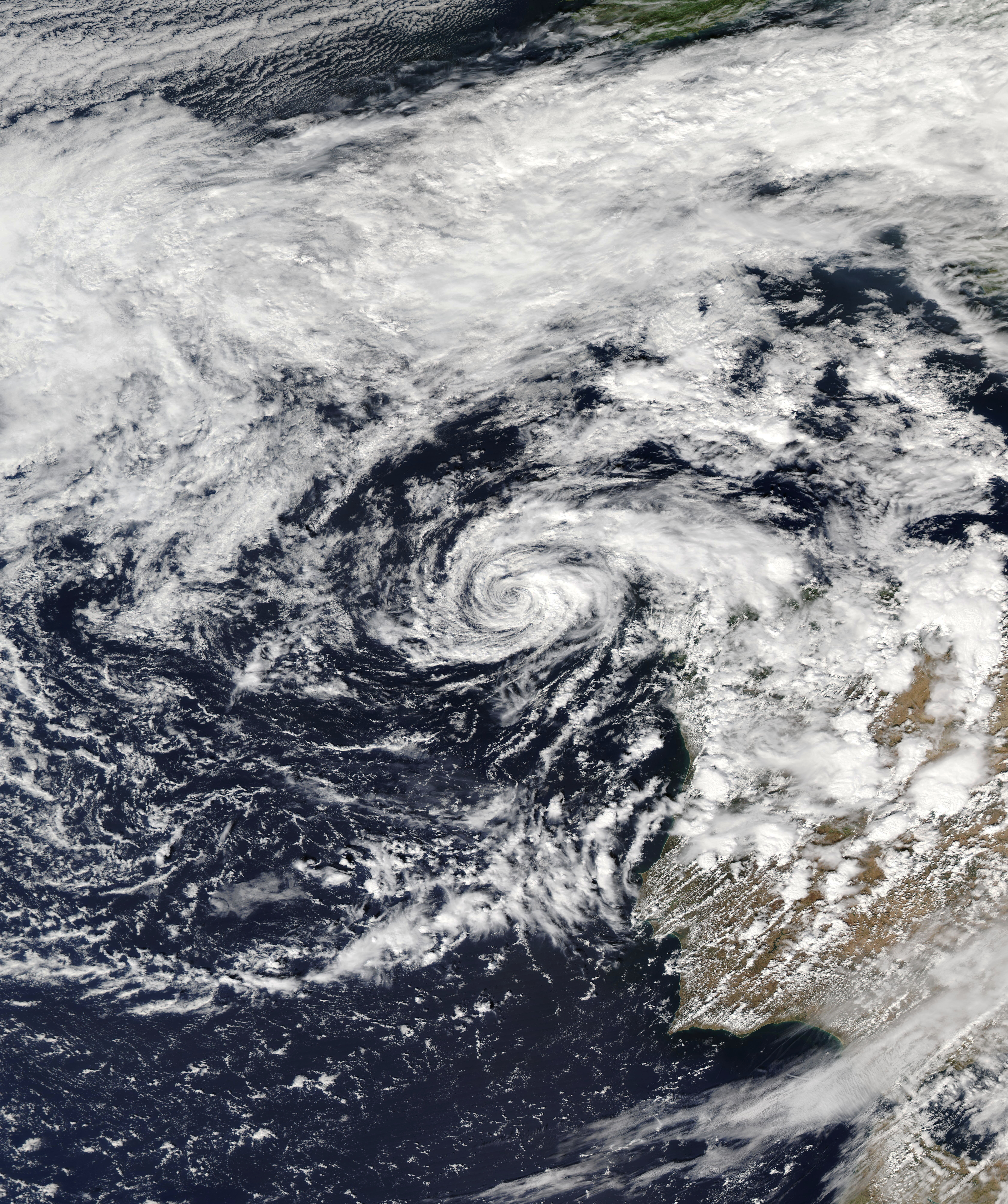
即將侵襲葡萄牙的溫帶氣旋丹尼爾

長浪與暴雨侵襲了亞速群島。溫帶氣旋丹尼爾為葡萄牙本土挾帶暴雨，在9月12日至13日這段期間，全國總計有644件事故，並有多起樹木倒塌與洪水發生。在丹尼爾影響期間，曼泰加什受到山崩與洪水影響而造成重大破壞，有四輛汽車遭澤濟里河沖走，而當時該市正處於「緊急狀態」，埃什特雷拉山脈附近的災難性野火加劇，使得情勢更為複雜。暴雨一直延伸到布拉加北部，科維良及維塞烏分別測得67.2毫米、62毫米的降雨量，而里斯本及塞图巴尔僅回報遭受輕微的風災與水災。一名男子在被洪水沖走後，傷勢嚴重並心臟驟停。曼泰加什的市長Flavio Massano表示此次氣旋造成的災情嚴重，「多輛汽車被沖走，一些房屋與商辦、道路、公共照明、供水和公衛基礎設施、體育與娛樂設施等都受到了影響」。格蘭杜拉警局的屋頂也因此嚴重受損，民事防護接獲380通緊急救助電話，在9月14日晚間所接獲的案件數量更是翻倍，許多地方受到洪水襲擊導致道路被淹沒，並有多處橋梁受損。

## 釋義
1. ↑  國家颶風中心是北大西洋海域的區域專責氣象中心（RSMC），負責該區域內的熱帶氣旋正式編號與命名工作。其編號有正式編號與通用編號二種：前者係由二個英文字母及六位數組成，前兩位為洋域代碼（AL代表北大西洋，中間兩位代表熱帶氣旋當年在洋域內之形成次序，後四位為當年公元紀年（2022）；後者則由二位數及一個英文字母組成，前兩位數係指熱帶氣旋於當年在英文字母所表示的區域內形成次序，英文字母為洋域代碼（L同前述之AL範圍），此編號系統每年重新開始，故無專屬性。換言之，「AL052022」及「05L」皆指丹尼爾是2022年第5個於中太平洋區域內形成的熱帶氣旋，惟注意「05L」指稱丹尼爾僅限於2022年[2]。